# القرصعي (جبلة)

تعديل مصدري - تعديل

القرصعي محلة تابعة لقرية الضباري، التابعة لعزلة انامر اعلى بمديرية جبلة إحدى مديريات محافظة إب في الجمهورية اليمنية، بلغ تعداد سكانها 48 حسب تعداد اليمن لعام 2004.